# Yndolacia lopadorrhynchoides
Yndolacia lopadorrhynchoides är en ringmaskart som beskrevs av Støp-Bowitz 1987. Yndolacia lopadorrhynchoides ingår i släktet Yndolacia och familjen Yndolaciidae. Inga underarter finns listade i Catalogue of Life.